# Palimpsest (film)
Palimpsest – polski thriller z 2006 roku w reżyserii Konrada Niewolskiego. Zdjęcia rozpoczęły się 10 czerwca 2005.

## Fabuła
Bohaterem tej mrocznej historii jest Marek – inspektor policji, który popada w chorobę psychiczną. Zmagając się ze swoimi demonami, pracuje nad rozwikłaniem skomplikowanej sprawy kryminalnej.

## Obsada
- Andrzej Chyra, jako Marek
- Robert Gonera, jako Tomek
- Magdalena Cielecka, jako Hanna
- Henryk Talar, jako komendant
- Adam Ferency, jako Malina
- Tomasz Sapryk, jako Maciek
- Arkadiusz Bazak, jako dozorca
- Grzegorz Warchoł, jako sąsiad
- Mirosław Zbrojewicz, jako Bury
- Jacek Braciak, jako Marcin
- Elżbieta Jarosik, jako lekarka
- Adam Kamień, jako Wazon
- Arkadiusz Jakubik, jako Bogdan
- Mariusz Saniternik, jako laborant
- Stanisław Penksyk, jako facet z Lotosu
- Artur Hołozubiec, jako Pierwszy
- Jacek Lenartowicz, jako Drugi
- Tomasz Zaród, jako lekarz u Burego
- Katarzyna Bargiełowska, jako pielęgniarka
- Mirosław Morański, jako pacjent
- Bogusław Parchimowicz, jako Korsakow
- Andrzej Musiał, jako policjant na komendzie
- Marcin Jędrzejewski, jako antyterrorysta
- Bartosz Dziedzic, jako antyterrorysta